# Манчолай (Грама Ніладхарі)
Грама Ніладхарі Манчолай (№ 207A) — Грама Ніладхарі підрозділу ОС Західний Коралай-Патту, округ Баттікалоа, Східна провінція, Шрі-Ланка.

## Демографія
| Населення (2007) | Населення (2007) | Населення (2007) | Населення (2007) | Населення (2007) |
| Населення        | Чоловіки         | Жінки            | Діти             | Дорослі          |
| ---------------- | ---------------- | ---------------- | ---------------- | ---------------- |
| 2238             | 1060             | 1178             | 846              | 1392             |